# Blepharita pavida
Blepharita pavida là một loài bướm đêm trong họ Noctuidae.